# Canny-sur-Matz
Canny-sur-Matz é uma comuna francesa na região administrativa de Altos da França, no departamento de Oise. Estende-se por uma área de 6,89 km². Em 2010 a comuna tinha 399 habitantes (densidade: 57,9 hab./km²).